# Газе, Карл Август
Карл Август Газе (25 августа 1800, Штайнбах, Саксония — 3 января 1890) — германский историк церкви, богослов и преподаватель.

## Биография
Карл Август Газе родился 25 августа 1800 года в Штайнбахе. Учился в Лейпциге, откуда был исключён за участие в запрещённом студенческом обществе, затем в Эрлангене. В 1823 году преподавал богословие в Тюбингене и хотел габилитироваться, но когда выяснилось его участие в запрещённом обществе в Эрлангене, он провёл десять месяцев под арестом.

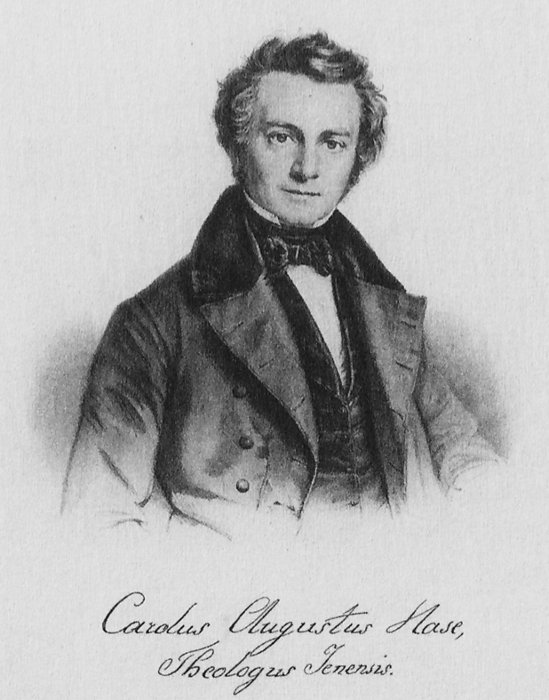
Карл фон Газе

В 1828 году вступил в масонскую организацию в Лейпциге, в 1829 году габилитировался в местном университете и спустя несколько месяцев был приглашён возглавить кафедру богословия в Йенском университете и занимал эту должность более пятьдесяти лет; несколько раз избирался деканом богословского факультета и ректором университета. Вышел в отставку в 1883 году, получив за научные заслуги баронский титул. Газе старался примирить церковное христианство с духом времени, причём существенное значение придавал не исторической роли христианской церкви, как учили рационалисты, а религиозному сознанию субъекта.
Карл Август Газе умер 3 января 1890 года в городе Йене.
Главные его сочинения: «Lehrbuch der evangelischen Dogmatik» (Лейпциг, 1870); «Gnosis» (там же, 1870); «Das Leben Jesu» (последнее издание — Лейпциг, 1865); «Kirchengeschichte» (Лейпциг, 1886); «Franz v. Assisi» (Лейпциг, 1856); «Catarina v. Siena» (Лейпциг, 1864); «Geschichte Jesu» (Лейпциг, 1876). Автобиография его до переселения в Йену была издана под заглавием «Ideale und Irrthümer» (Лейпциг, 1873).